# The Tough Guide to Fantasyland
The Tough Guide To Fantasyland ("Guia Turístico para o Mundo da Fantasia") é um livro escrito por Diana Wynne Jones, que analisa os clichês mais vistos em livros de fantasia. Foi nomeado para os prêmios Hugo e World Fantasy Award. 
O livro foi escrito de ângulo incomum por se apresentar como um guia turístico, como se os mundos retratados em livros de fantasia, jogos e filmes fossem um lugares de verdade, que podem ser visitados. Os leitores (ou espectadores ou jogadores) são turistas e autores são guias turísticos, e suas histórias são passeios turísticos ou de férias organizadas para Fantasyland. 
Os artigos, organizados em ordem alfabética, são clichês encontrados na ficção fantasia e algumas discussões: sobre por que há "Senhores do Escuro", mas não "Senhoras do Escuro", porque o sexo casual em Fantasyland quase nunca resulta em gravidez, e porque a virgindade masculina é inútil, ao passo que a virgindade feminina é altamente valorizada. 
O livro pode ser lido como uma crítica velada à livros excessivamente clichês e sem imaginação ou como um estudo afetuoso dos temas e idéias que ressoam através da escrita de fantasia  
The Tough Guide To Fantasyland poderia até ser visto como um guia para os Grupos de Peregrinos do livro Dark Lord of Derkholm da mesma autora, pois os turistas esperam encontrar justamente estes tipos de clichês em suas "aventuras".